# Lịch sử quốc kỳ Việt Nam
Cũng như nhiều nước châu Á, Việt Nam sử dụng một lá cờ làm quốc kỳ khá muộn. Mãi đến đầu thế kỷ 20, do ảnh hưởng từ phương Tây, nhu cầu sử dụng quốc kỳ mới được đặt ra, dù trên thực tế, lãnh thổ Việt Nam khi đó hoàn toàn nằm dưới sự cai trị của thực dân Pháp, không có sự độc lập dù là trên danh nghĩa.
Mãi sau khi sự kiện Nhật đảo chính Pháp tại Đông Dương năm 1945, một chính phủ Việt Nam độc lập về danh nghĩa mới được thành lập, do học giả Trần Trọng Kim làm Thủ tướng. Dưới sự hậu thuẫn của Đế quốc Nhật Bản, chính phủ này đã tuyên cáo Việt Nam độc lập với quốc hiệu Đế quốc Việt Nam, sử dụng biểu tượng quẻ Ly để phác họa quốc kỳ. Tuy chính phủ Trần Trọng Kim không có thực quyền và không được quốc tế công nhận, nhưng cờ quẻ Ly vẫn được ghi nhận như là quốc kỳ chính thức đầu tiên xuất hiện tại Việt Nam. Cờ được sử dụng từ ngày 12 tháng 6 năm 1945 đến ngày 25 tháng 8 năm 1945. 
Sau khi Chính phủ Đế quốc Việt Nam sụp đổ, phong trào Việt Minh đã thành lập chính phủ độc lập đầu tiên trên toàn lãnh thổ với tên gọi Việt Nam Dân chủ Cộng hòa. Trong giai đoạn 30 năm sau đó, lãnh thổ Việt Nam rơi vào tình trạng xung đột vũ trang và chiến tranh liên miên, hình thành 2 chính thể riêng biệt (được nhiều nhà nghiên cứu xem là tiêu biểu cho 2 ý thức hệ xung đột do ảnh hưởng của Chiến tranh Lạnh). Mỗi chính thể đều sử dụng quốc kỳ của riêng mình, kéo dài cho đến năm 1976, khi Việt Nam thống nhất và sử dụng duy nhất một quốc kỳ cho đến ngày nay.

## Từ đầu thế kỷ 1 đến cuối thế kỷ 18
Đến nay chưa rõ lần đầu tiên người Việt sử dụng một lá cờ làm biểu tượng chính trị là từ khi nào. Theo các tài liệu sử, Khởi nghĩa Hai Bà Trưng vào thế kỷ 1 đã sử dụng một lá cờ làm biểu tượng. Vai trò của lá cờ là biểu tượng của cuộc khởi nghĩa và quyền uy của Hai Bà Trưng khi họ tạo lập một triều đại ngắn ngủi. Lá cờ của Hai Bà Trưng là một kiểu cờ ngũ sắc hình vuông, với màu vàng là chính. Suốt chiều dài lịch sử Việt Nam, cho đến tận thế kỷ 19, các lá cờ được các lực lượng chính trị sử dụng trong vai trò biểu tượng cho họ hầu hết đều là cờ theo hình dạng này, một cờ ngũ sắc hình vuông. Chúng được đề các chữ Hán lên trên đó. Một số tài liệu khác đã chỉ ra một kiểu dáng khác, cờ chỉ đơn thuần một màu với viền là một màu khác bọc xung quanh, và lá cờ cũng ghi chữ lên trên đó. Các chữ ghi lên lá cờ là quốc hiệu.
Sau thời Hai Bà Trưng, Khởi nghĩa Bà Triệu vào năm 248 cũng sử dụng một lá cờ làm biểu tượng, nó cũng được mô tả là có màu vàng. Nhà Tiền Lý nước Vạn Xuân tồn tại từ 544 đến 602 là thời kỳ người Việt thoát ly khỏi sự cai trị của các vua Trung Quốc. Triều đại này đã sử dụng một lá cờ làm biểu tượng, cờ đã bắt đầu sử dụng kể từ khi Lý Bí khởi nghĩa đến khi lập quốc. Lá cờ đã được mô tả là một lá cờ ngũ sắc, trên cờ có ghi hai chữ Vạn Xuân bằng chữ Hán.
Từ thế kỷ 10 trở đi, Việt Nam bắt đầu thời đại tự chủ trong lịch sử, các lá cờ đã được sử dụng trong nhiều mục đích khác nhau, trong đó một lá cờ được xem là biểu tượng của vua. Màu sắc được dùng là màu vàng, màu này được cả vua Trung Quốc lẫn vua Việt Nam xem là biểu tượng của riêng hoàng tộc. Những thứ liên quan vua cũng dùng màu vàng như khăn màu vàng, che lọng màu vàng, tàn vàng... Tuy nhiên, tại Việt Nam chưa rõ cờ toàn màu vàng có từ lúc nào, ghi nhận gần nhất chúng đã được sử dụng vào thời Tây thuộc.
Cờ vàng sử dụng từ thời Đinh Tiên Hoàng, và tiếp theo là nhà Tiền Lê bởi Lê Hoàn với kiểu dáng nền vàng chữ đen với 3 chữ Đại Cồ Việt. Nhà Lý đã sử dụng hai kiểu cờ trong cuộc tấn công Đại Tống vào năm 1075. Cả hai đều là cờ có màu vàng, một lá cờ có ghi chữ Đại Việt và một lá cờ ghi chữ Lý bằng chữ Hán. Nhà Trần sau đó sử dụng một lá cờ ngũ sắc có ghi chữ Trần. Cờ vàng cũng được sử dụng thời Hậu Lê. Thời chiến tranh với Tây Sơn, cờ chúa Nguyễn sử dụng là một lá cờ vàng, được gọi là cờ Gia Định. Đây là biểu tượng đối nghịch với cờ đỏ của Tây Sơn. Cuộc chiến giữa phe Chúa Nguyễn và Tây Sơn thường có hình tượng hạ cờ và giương cờ lẫn nhau mỗi khi bên nào bị đánh bại, thành trì hay cứ điểm nào bị chiếm.

## Thời kỳ Nhà Nguyễn

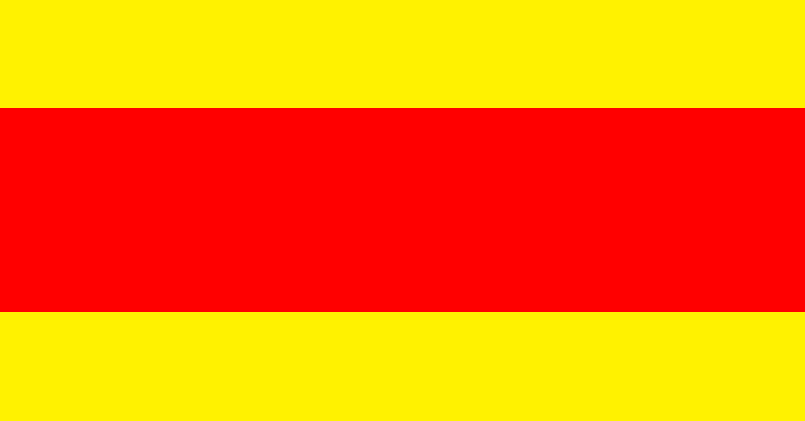
Cờ Long tinh của Bảo Đại

Ngũ tinh quốc kỳ

Cho đến đầu thời nhà Nguyễn cờ chỉ dùng cho vua, chứ không dùng như quốc kỳ. Cờ vàng là lá cờ quan trọng được xem là biểu tượng của vua. Không rõ từ lúc nào chúng được sử dụng như vai trò quốc kỳ, được xem là biểu tượng đại diện cho nước Đại Nam. Ghi nhận lịch sử lần đầu tiên một lá cờ được chọn làm đại diện cho Đại Nam khi Phan Thanh Giản đi sứ sang Pháp vào năm 1863.
Cờ vàng đã được sử dụng bởi nhà Nguyễn với nhiều kích thước khác nhau, treo vào các thời điểm khác nhau.
Cờ vàng là biểu tượng của vua và được treo lên nơi vua ngự, chẳng hạn như các thuyền lớn. Chúng có vai trò như quốc kỳ cho đến khi Việt Nam bị Pháp chiếm làm thuộc địa. Cờ vàng cũng được sử dụng bởi phong trào Cần Vương. Về sau xuất hiện thêm cờ có hai màu vàng và đỏ, với 3 vạch màu 'vàng – đỏ – vàng', được gọi là cờ Bảo Đại. Lá cờ này do chính Bảo Đại ban hành và chỉ định nó đại diện cho Đại Nam, vạch đỏ có bề ngang bằng 1/3 bề ngang lá cờ.
Vào năm 1912, Phan Bội Châu là người đầu tiên đề ra một quốc kỳ cho Việt Nam khi thành lập Việt Nam Quang phục Hội. Một lá cờ đã được tạo ra và chọn làm quốc kỳ là cờ Ngũ tinh.

## Từ năm 1945

Cờ quẻ Ly

Cờ quẻ Càn

Vào ngày 9 tháng 3 năm 1945, Nhật Bản đảo chính Pháp, dẫn đến sự kiện ngày 17 tháng 4 sau đó chính phủ Trần Trọng Kim tuyên bố Việt Nam độc lập khỏi Pháp, ông đã cho giới thiệu cờ quẻ Ly. Đây được xem là quốc kỳ chính thức của Việt Nam. Cuộc Cách mạng Tháng Tám bùng nổ, cờ vàng bị Việt Minh hạ bệ và họ treo cờ đỏ lên, đặc biệt trong sự kiện Bảo Đại thoái vị vào năm 1945. Với vai trò ban đầu là biểu tượng của phong trào chính trị, cờ đỏ sao vàng đã trở thành quốc kỳ của Việt Nam Dân chủ Cộng hòa. Sau khi kiểm soát hoàn toàn miền Bắc, kiểu dáng cờ đỏ sao vàng được điều chỉnh lại đôi chút và tiếp tục được chế độ Việt Nam thống nhất sử dụng ổn định cho đến ngày nay.
Mặc dù vẫn còn nhiều tranh cãi về xuất xứ, thời điểm ra đời và ý nghĩa, các tài liệu dẫn theo hồi ký Le Dragon d'Annam (được cho là của cựu hoàng Bảo Đại) đều ghi nhận cờ vàng ba sọc đỏ được Chính phủ Trung ương lâm thời Việt Nam do Trung tướng Nguyễn Văn Xuân làm Thủ tướng, đã chính thức dùng làm quốc kỳ từ ngày 2 tháng 6 năm 1948. Lá cờ này tiếp tục là quốc kỳ dưới thời Quốc gia Việt Nam (1949–1955) rồi Việt Nam Cộng hòa (1955–1975). Ngày 30 tháng 4 năm 1975, chế độ Việt Nam Cộng hòa sụp đổ, kể từ đó, cờ vàng ba sọc không còn giữ vai trò quốc kỳ, nhưng nó vẫn được cộng đồng người Việt Nam hải ngoại có liên quan chế độ này sử dụng làm biểu tượng đại diện cho họ.

Quốc kỳ của Việt Nam Dân chủ Cộng hòa (1945–1955)
Quốc kỳ của Quốc gia Việt Nam và Việt Nam Cộng hòa (1948–1975)
Hiệu kỳ của Cộng hòa Miền Nam Việt Nam (1969–1976)
Quốc kỳ của Việt Nam Dân chủ Cộng hòa (1956–1976) và Việt Nam thống nhất (1976–nay)

### Sách
- Ban nghiên cứu đạo giáo (1997). Tại sao không theo đạo Chúa: một sự lừa bịp vĩ đại và những tội ác khủng khiếp. Ban nghiên cứu đạo giáo.
- Bùi Minh Đức (2001). Từ Điển Tiếng Huế. Nhà xuất bản Tâm An.
- Cao Thế Dung (1996). Việt Nam huyết lệ sử: từ triều Nguyễn đến thực dân Pháp, Thiên Chúa giáo, Vatican, Phật giáo, Văn thân, quốc gia, cộng sản, Cao Đài, Hòa Hảo, Mỹ, và Hoa kiều. Nhà xuất bản Đồng Hương.
- Giang Hà Vy, Viết Linh (1986). Thập đạo tướng quân Lê Hoàn: truyện lịch sử. Nhà xuất bản Quân đội nhân dân.
- Lê Ngô Cát, Phạm Đình Toái (1999). Đại Nam quốc sử diễn ca. Nhà xuất bản Văn hóa thông tin.
- Lê Trung Vũ, Lê Hồng Lý (2010). Lễ hội Việt Nam. Nhà xuất bản Văn hóa thông tin.
- Lý Khôi Việt (1988). Hai ngàn năm Việt Nam & Phật giáo. Phật học viện quốc tế.
- Ngô Đức Thọ (1993). Tự điển di tích văn hóa Việt Nam: bảng tra tư liệu thư tịch Hán Nôm. Nhà xuất bản Khoa học xã hội.
- Ngô Văn Phú (2006). Thời dựng nước và tự chủ Thời Lý-Trần. Nhà xuất bản Công an nhân dân.
- Nguyễn Công Hoan (2004). Nguyễn Công Hoan toàn tập, Tập 8. Nhà xuất bản Văn học.
- Nguyễn Phương (1968). Việt-Nam thời bành trướng: Tây-Sơn. Nhà xuất bản Khai Trí.
- Nguyễn Văn Mại (1972). Việt-Nam phong-sử. Phủ Quốc-vụ-khanh đặc-trách Văn-hóa.
- Phạm Hồng Thái (2016). Tư tưởng Việt Nam về quyền con người: sách chuyên khảo. Nhà xuất bản Chính trị quốc gia - sự thật.
- Phạm Hồng Tung (2009). Nội Các Trần Trọng Kim Bản Chất, Vai Trò Và Vị Trí Lịch Sử. Nhà xuất bản Đại học Quốc gia Hà Nội.
- Phạm Khắc Hòe (1998). Những ngày cuối cùng của triều Nguyễn. Nhà xuất bản Thuận Hóa.
- Phạm Phú Thứ (1999). Nhật ký đi Tây: nhật ký của sứ bộ Phan Thanh Giản sang Pháp và Tây Ban Nha 1863-1864. Nhà xuất bản Đà Nẵng.
- Phạm Văn Sơn (1959). Việt-sử tân biên, Tập 3-4. Văn hóa Á châu.
- Phạm Văn Sơn (1961). Việt-sử tân biên, Tập 1. Nhà xuất bản Khai Trí.
- Phạm Văn Sơn (1968). Quân lực Việt Nam. Trung tâm Ấn loát Ấn phẩm Văn Sơn.
- Quốc sử quán triều Nguyễn (2002). Đại nam thực lục, Tập 3. Nhà xuất bản Giáo dục.
- Trần Quốc Vượng, Nguyễn Từ Chi, Nguyễn Cao Lũy, Nguyễn Thản, Nguyễn Trần Đản (2014). Nghìn Xưa Văn Hiến. Nhà xuất bản Kim Đồng.{{Chú thích sách}}:  Quản lý CS1: nhiều tên: danh sách tác giả (liên kết)

### Tạp chí
- Viện Nghệ thuật (1976). "Nghiên cứu nghệ thuật, Số phát hành 10; Số phát hành 12-17". Viện Nghệ thuật. {{Chú thích tạp chí}}: Chú thích magazine cần |magazine= (trợ giúp)